# Сан-Пабло (залив)
Сан-Пабло (англ. San Pablo Bay) — эстуарий, который формирует северное продолжение залива Сан-Франциско в Северной Калифорнии. Большая часть залива мелководное. Однако есть глубокий канал приблизительно в середине залива, который позволяет получить доступ к Сакраменто, Стоктону, Мартинесу и другим небольшим портам дельты.
Залив приблизительно 16 км в ширину, и около 230 км² площади. Два полуострова от залива Сан-Пабло и Сан-Франциско, с востока — Ричмонд, с запада Сан-Рафел.